# Diviziunea de recensământ 9, Alberta
Diviziunea de recensământ din provincia canadiană Alberta cuprinde:
- Cities (Orașe)

- Towns (Localități urbane)
  - Rocky Mountain House

- Villages (Sate)
  - Caroline
- Summer villages (Sate de vacanță)
  - Burnstick Lake
- Municipal districts (Districte municipale)
  - Clearwater County
- Improvement districts (Teritorii neîncorporate)

- Indian reserves (Rezervații indiene)
  - Big Horn 144A
  - O'Chiese 203
  - Sunchild 202